# Antonius Architecctus
Antonius Architecctus war ein römischer Architekt, der im 2. Viertel des 1. Jahrhunderts in Dakien tätig war.
Er ist nur von einer Inschrift auf einer Grabstele aus Sucidava bekannt, die für einen Signifer der Legio V Macedonica errichtet wurde und die sich heute im Archäologischen Institut der Universität Bukarest befindet. Der klassische Archäologe Michael Donderer vermutet, dass es sich bei Antonius Architecctus um einen römischen Legionär gehandelt habe, der als Architekt im Heeresdienst tätig war. Bei dem Namen Architecctus könne es sich um einen Pseudo-Gentilnamen gehandelt haben, der ihm bei Eintritt in die Legion verliehen worden sei.